# Josip Horvat Međimurec
Josip Horvat Međimurec (Csáktornya, 1904. február 18. – Zágráb, 1945. június 2.) horvát festő, a történeti festészet késői képviselője.

## Élete
Szülővárosában, Nagykanizsán és Budapesten tanult, majd beiratkozott a Bécsi Képzőművészeti Akadémiára. 1924-ben kezdett festeni Zágrábban, ahol Antun Ulrich galéria tulajdonos műtermet biztosított számára. 1930-ban felvette a Međimurec nevet, hogy megkülönböztesse magát Josip Horvat újságírótól. 1931-ben jobb combcsontjában csonttuberkulózist állapítottak meg. Többször operálták, de 1942-ben mégis amputálni kellett a jobb lábát.
Antun Res zágrábi gyáros, a Horvát Sárkányrend főnöke megbízta, hogy fessen nagy méretű, történelmi témájú képeket Ozaly várának dísztermébe. Kiemelkedő történelmi festményei közé tartozik I. Tomiszláv horvát király megkoronázása, Svačić Péter halála, Zdeszláv herceg halála,  Sziszeki csata, a Rakovicai felkelés, Zrínyi György találkozása a török bejjel, Zrínyi Miklós halála a kuršaneci erdőben, Zrínyi Péter és Frangepán Ferenc Kristóf kivégzése. Tájképeket és portrékat is festett. 
1945. június 2-án horvát kommunisták tárgyalás nélkül kivégezték, sírja ismeretlen. 

## Galéria

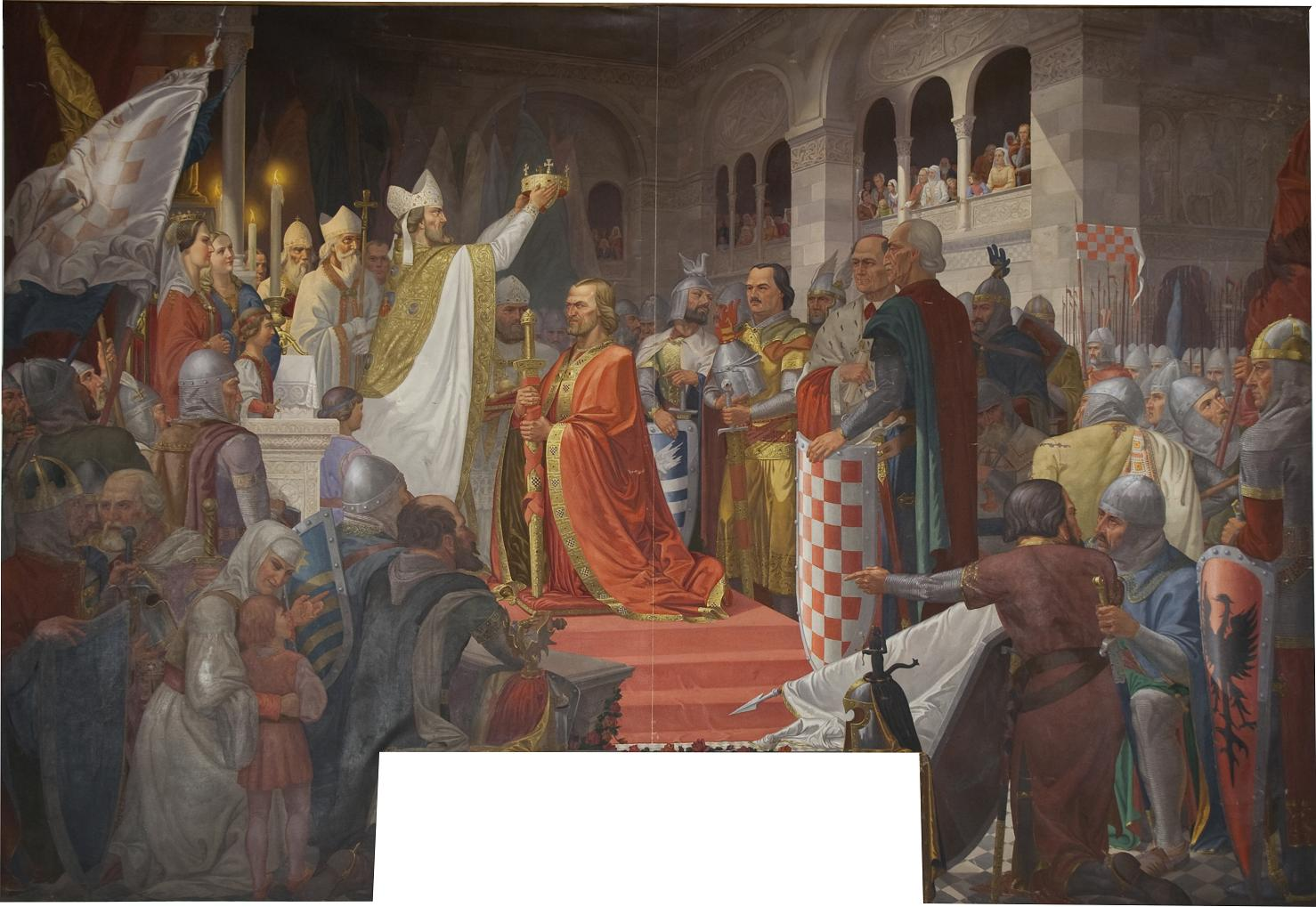
Tomiszláv megkoronázása
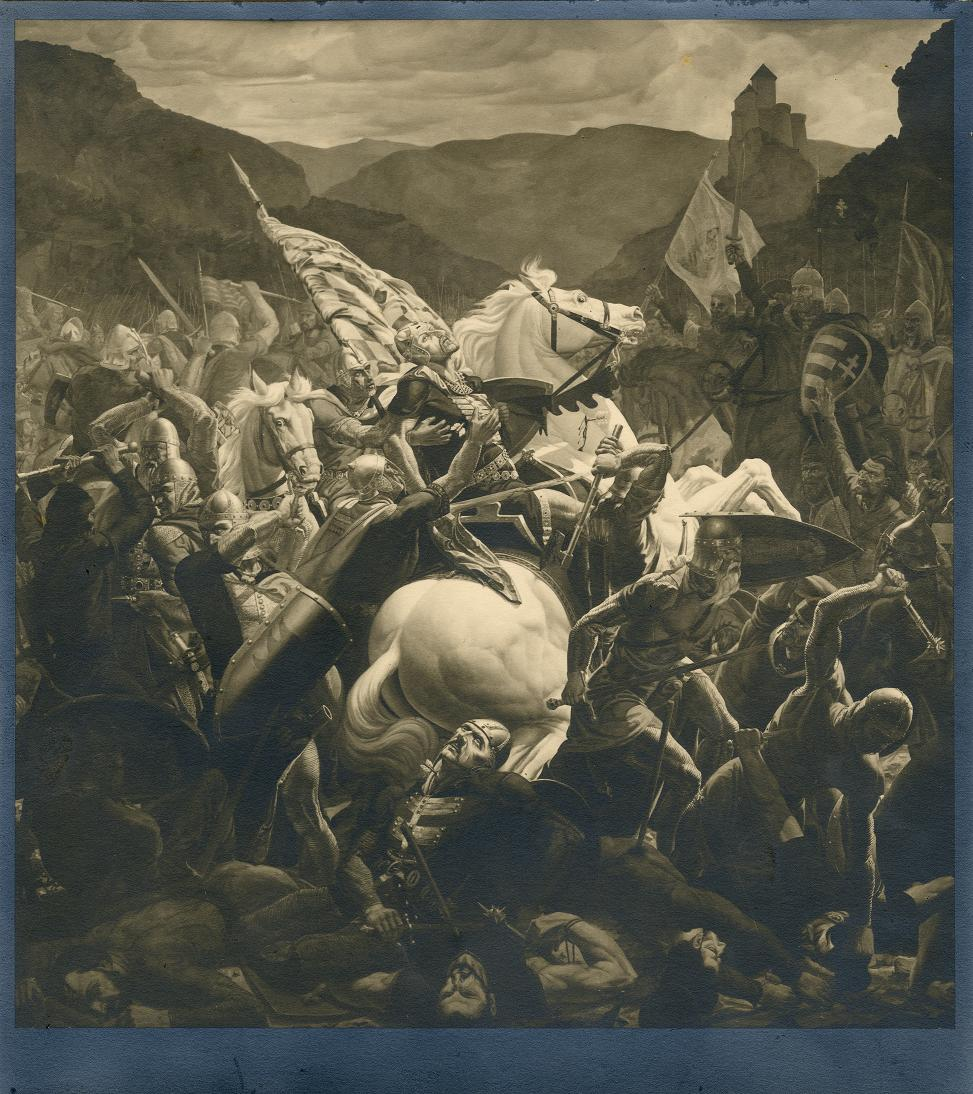
Svačić Péter halála a Gvozd-hegységi csatában
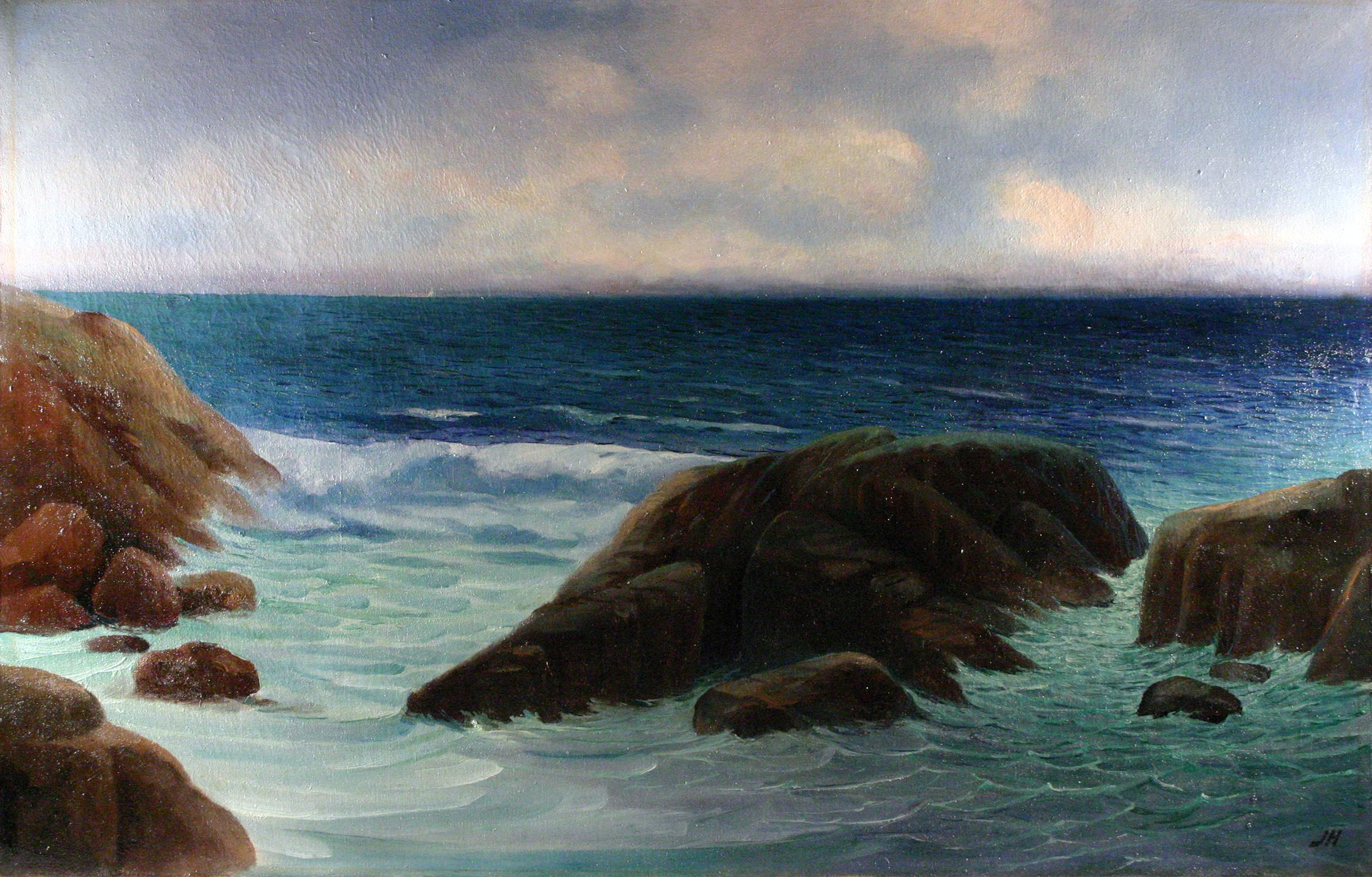
Vihar előtt Trpanjban, a Pelješac-félszigeten
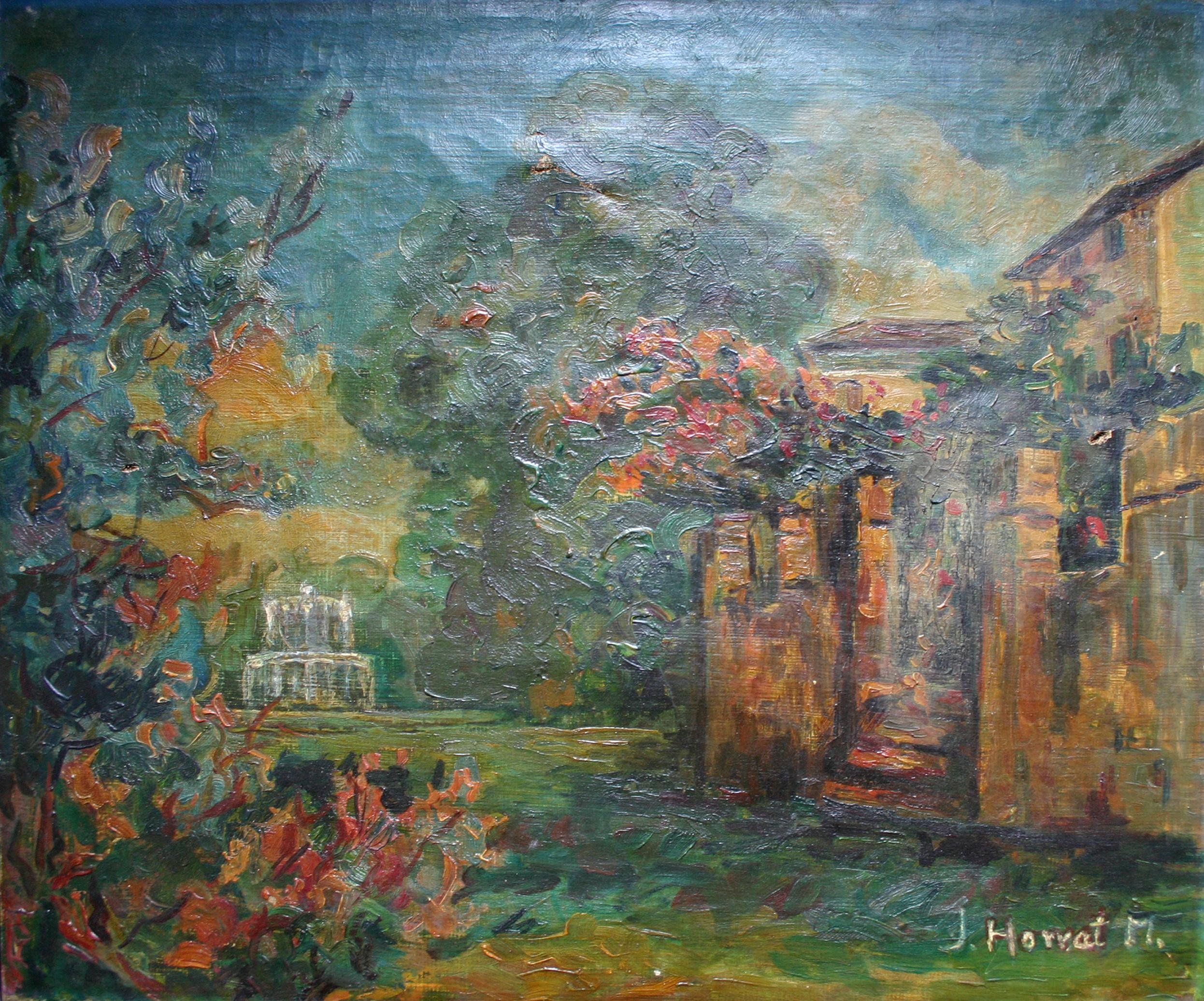
Ősz a parkban
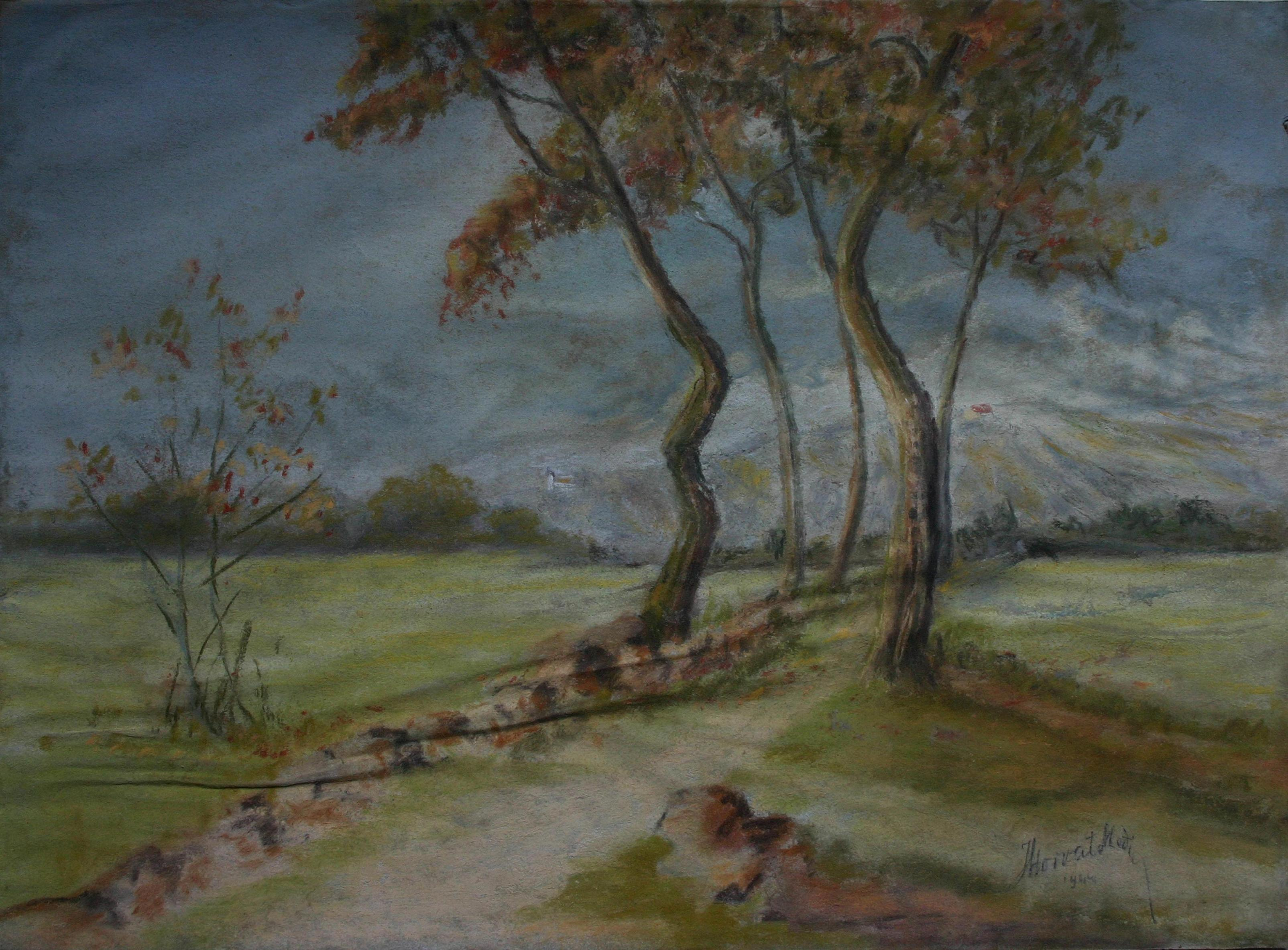
Tájkép tanulmány